# Drumma Boy
Christopher James Gholson (Memphis, Tennessee, SAD), bolje poznat po svom umjetničkom imenu Drumma Boy je američki producent, reper i tekstopisac.

## Raniji život
Drumma Boy je rođen kao Christopher James Gholson u Memphisu, Tennesseeju. Odgajan je u Cordovi, Tennesseeju. Već u ranoj dobi počeo se baviti glazbom. Njegova majka je bila profesionalna operna pjevačica, a otac profesionalni svirač klarineta i profesor na sveučilištu Memphis. Otac mu je glavni čovjek simfonijskog orkestra u Memphisu. Svi članovi šire obitelji bili su učitelji glazbe u školama. Drumma Boy je izjavio da je prvi put dobio snimač s tri godine, a klarinet s pet godina. Otac ga je učio tradicionalnoj glazbi, a majka glazbi iz 1970-ih. Drumma Boy također ima mlađeg brata Ensaynea Waynea Gholsona koji je isto producent. Pohađao je sveučilište u Memphisu.

## Diskografija
- Welcome to My City (2009.)
- The Birth of D-Boy Fresh (2011.)
- Welcome to My City 2 (2012.)

## Vanjske poveznice
- Službena stranica  Arhivirana inačica izvorne stranice od 2. travnja 2015. (Wayback Machine)
- Drumma Boy na Twitteru
- Drumma Boy na MySpaceu